# Xperia M
Xperia Mは、ソニーモバイルコミュニケーションズによって開発されたスマートフォンである。また、SIMカードが2枚利用できるデュアルSIM対応版のXperia M dualも同時に発売されている。
Xperia Zと同じOmniBalanceデザインを採用するが、本機種はハイエンドモデルとしてではなく、初めてソニー製スマートフォンを購入する購買層を狙って開発されたものである。
なお、日本向けには発売されていない。

## 発売モデル
| モデル | 発売地域 | GSMバンド            | 3Gバンド              | LTEバンド | 備考       |
| ------ | -------- | -------------------- | --------------------- | --------- | ---------- |
| C1904  | 北米     | 850, 900, 1800, 1900 | 850, 1700, 1900, 2100 | N/A       | single SIM |
| C1905  | 世界     | 850, 900, 1800, 1900 | 900, 2100             | N/A       | single SIM |
| C2004  | 北米     | 850, 900, 1800, 1900 | 850, 1700, 1900, 2100 | N/A       | dual SIM   |
| C2005  | 世界     | 850, 900, 1800, 1900 | 900, 2100             | N/A       | dual SIM   |